# Momento dipolar de enlace

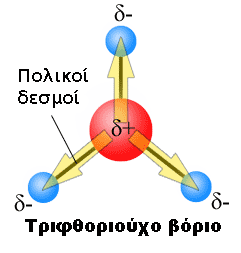
Diagrama que muestra el efecto neto de los enlaces polares dentro del trifluoruro de boro.

El momento dipolar de enlace o momento de enlace usa la idea del momento dipolar eléctrico para medir la polaridad de un enlace químico dentro de una molécula. El dipolo de enlace, μ, está dado por:
{\displaystyle \mu =\delta \,d}.
El dipolo de enlace está modelado como +δ — δ-, con una distancia d entre las cargas parciales +δ y -δ. Es un vector, paralelo al eje de enlace, apuntando desde la menos hasta el más, como está convenido para los vectores momento dipolar eléctrico. (Algunos químicos dibujan el vector en la otra forma, apuntando del positivo al negativo, pero solo en situaciones donde la dirección no importa.) Este vector puede ser interpretado físicamente como el movimiento efectuado por los electrones cuando los dos átomos se colocan a la distancia d uno del otro, y se les permite interactuar; los electrones se moverán de sus posiciones de libre estado para estar localizados más cerca al átomo más electronegativo.
La unidad SI para el momento eléctrico dipolar es el culombio·metro, pero es demasiado grande para ser práctico en la escala molecular. Los momentos dipolares de enlace suelen ser medidos en debye, representados por el símbolo D, que es lo que se obtiene si se mide la {\displaystyle \delta } (densidad de carga) en unidades de 10-10 estatoculombios, y se mide la distancia d en Angstroms. Obsérvese que 10-10 estatoculombios es 0,48 unidades de carga elemental. El factor de conversión más útil es 1 C·m = 2.9979×1029 D. 
Los momentos dipolares de enlace típicos para moléculas diatómicas simples están en el rango de 0 a 11D. En un extremo, las moléculas simétricas como el dicloro, Cl2, tiene un momento dipolar de enlace de cero, mientras que cerca al extremo opuesto, el bromuro de potasio en fase gaseosa, KBr, que es altamente iónico, tiene un momento dipolar de enlace de 10,5D.
Para una molécula completa, el momento dipolar molecular total puede ser aproximado como el vector suma de los momentos dipolares de enlace individuales. Frecuentemente, los momentos dipolares de enlace se obtienen por el proceso inverso: el momento dipolar total de una molécula conocida puede ser descompuesto en momentos de enlace. La razón para hacer esto es la transferencia de momentos dipolares de enlace a las moléculas con los mismos enlaces, pero para los que el momento dipolar total no es conocido. El vector suma de los dipolos de enlace transferidos da un estimado del dipolo total desconocido de la molécula.